# Lacena Golding-Clarke
Lacena Golding-Clarke (ur. 20 marca 1975 w Clarendon na Jamajce) – jamajska lekkoatletka startująca przede wszystkim w konkurencjach skoku w dal i biegu na 60 i 100 m przez płotki. Medalistka igrzysk panamerykańskich i igrzysk Ameryki Środkowej i Karaibów, mistrzyni igrzysk Wspólnoty Narodów, złota medalistka mistrzostw Ameryki Środkowej i Karaibów, wielokrotna uczestniczka mistrzostw świata na stadionie i w hali. Trzykrotna olimpijka (Atlanta, Sydney, Ateny).
Żona Daviana Clarke'a, również lekkoatlety i olimpijczyka.

## Biografia

### Kariera zawodnicza
W 1989 roku sięgnęła po pierwszy w karierze medal CARIFTA Games, podczas zmagań w Bridgetown zdobyła brązowy medal w konkurencji skoku wzwyż (kategoria wiekowa do lat 17). Rok później została dwukrotną brązową medalistką mistrzostw Ameryki Środkowej i Karaibów U-20. W 1992 roku brała udział w rozgrywanych w Seulu mistrzostwach świata juniorów, tam zajęła 6. miejsce w konkurencji skoku w dal, rok później zaś została mistrzynią obu Ameryk juniorów w tej samej konkurencji. W 1995 roku wystartowała w mistrzostwach świata seniorów, w konkurencji skoku w dal odpadła w eliminacjach, zajmując w tej fazie 9. miejsce w grupie.
Uczestniczyła w igrzyskach olimpijskich w Atlancie. W rundzie eliminacyjnej nie zaliczyła żadnej próby, tym samym nie kwalifikując się do finału.
Bez powodzenia startowała także w mistrzostwach świata w Atenach, gdzie w konkurencji skoku w dal zajęła w fazie eliminacji 12. miejsce w grupie i nie awansowała do finału. W 1998 roku zdobyła brązowy medal igrzysk Ameryki Środkowej i Karaibów, natomiast rok później została złotą medalistką mistrzostw Ameryki Środkowej i Karaibów (oba medale wywalczyła w konkurencji skoku w dal).
W drugim starcie olimpijskim, który miał miejsce w Sydney, również wystąpiła w konkurencji skoku w dal. W najlepszej próbie uzyskała rezultat 6,39 m dający jej 10. miejsce w grupie i 22. miejsce w gronie wszystkich zawodniczek, tym samym ponownie zakończyła swój udział na eliminacjach.
W kolejnych międzynarodowych imprezach lekkoatletycznych startowała przede wszystkim w konkurencjach biegu przez płotki. W 2001 roku awansowała do finału konkursu biegu na 60 m ppł rozgrywanego w czasie halowych mistrzostw świata w Lizbonie, w którym ostatecznie zajęła 8. miejsce. Wystąpiła na igrzyskach Wspólnoty Narodów w Manchesterze, gdzie w konkurencji biegu na 100 m ppł zdobyła złoty medal. W 2003 roku sięgnęła po dwa brązowe medale igrzysk panamerykańskich, w konkurencjach biegu na 100 m ppł oraz biegu sztafet 4 × 100 m. Brała udział w halowych mistrzostwach świata w Birmingham (gdzie zajęła 4. miejsce w finale konkursu biegu na 60 m ppł) i mistrzostwach świata w Paryżu (na których awansowała do finału konkursu biegu na 100 m ppł i w tej fazie rozgrywek zajęła 8. miejsce).
Na igrzyskach olimpijskich w Atenach udało się jej zakwalifikować do finału konkursu biegu na 100 m ppł. W tej fazie wywalczyła rezultat czasowy 12,73 plasujący zawodniczkę na 5. miejscu.
W dalszych latach kariery między innymi zajęła 4. miejsce w finale konkursu biegu na 60 m ppł rozgrywanego na halowych mistrzostwach świata w Walencji oraz była półfinalistką zawodów w konkurencji biegu na 100 m ppł rozgrywanych na mistrzostwach świata w Osace i Berlinie. Po raz ostatni w zawodach międzynarodowych wystąpiła w 2010 roku, biorąc udział w halowych mistrzostwach świata w Dosze i w finale konkursu biegu na 60 m ppł zajmując 7. miejsce.

### Kariera trenerska
W marcu 1999 roku została wolontariuszką-asystentką trenera w Auburn University, funkcję tę pełniła do sierpnia 2006 roku. W latach 2006–2011 była asystentką trenera lekkoatletycznego (w konkurencjach skokowych i biegu przez płotki kobiet) w Uniwersytecie Teksańskim w Austin, natomiast w 2012 roku objęła funkcję asystentki trenera na Uniwersytecie Teksańskim w El Paso (w konkurencjach biegowych i biegu przez płotki). W 2022 roku ponownie została związana z Auburn University, gdzie została asystentką trenera. Była mentorką takich lekkoatletek jak Tobi Amusan, Chantel Malone i Lucia Mokrášová.

## Osiągnięcia
| Rok     | Zawody                                            | Miasto         | Miejsce | Konkurencja             | Wynik |
| ------- | ------------------------------------------------- | -------------- | ------- | ----------------------- | ----- |
| 1989    | CARIFTA Games                                     | Bridgetown     | brąz    | skok wzwyż (U17)        | 1,58  |
| 1990    | Mistrzostwa Ameryki Środkowej i Karaibów juniorów | Hawana         | brąz    | bieg na 100 m ppł (U18) | 45,91 |
| 1990    | Mistrzostwa Ameryki Środkowej i Karaibów juniorów | Hawana         | brąz    | skok w dal (U18)        | 24,14 |
| 1991    | CARIFTA Games                                     | Port-of-Spain  | złoto   | skok wzwyż (U17)        | 1,62  |
| 1991    | CARIFTA Games                                     | Port-of-Spain  | złoto   | rzut dyskiem (U17)      | 31,44 |
| 1991    | CARIFTA Games                                     | Port-of-Spain  | srebro  | skok w dal (U17)        | 5,92  |
| 1992    | CARIFTA Games                                     | Nassau         | srebro  | skok wzwyż              | 1,66  |
| 1992    | CARIFTA Games                                     | Nassau         | srebro  | skok w dal              | 6,15  |
| 1992    | Mistrzostwa świata juniorów                       | Seul           | 6.      | skok w dal              | 6,09  |
| 1993    | CARIFTA Games                                     | Fort-de-France | złoto   | skok w dal              | 6,07  |
| 1993    | CARIFTA Games                                     | Fort-de-France | srebro  | trójskok                | 12,27 |
| 1993    | CARIFTA Games                                     | Fort-de-France | brąz    | skok wzwyż              | 1,64  |
| 1993    | Mistrzostwa panamerykańskie juniorów              | Winnipeg       | złoto   | skok w dal              | 6,27  |
| 1994    | Mistrzostwa świata juniorów                       | Lizbona        | 8.      | skok w dal              | 6,27  |
| 1995    | Mistrzostwa świata                                | Göteborg       | 9. H    | skok w dal              | 6,45  |
| 1996    | Igrzyska olimpijskie                              | Atlanta        | NM H    | skok w dal              | N/A   |
| 1997    | Mistrzostwa świata                                | Ateny          | 12. H   | skok w dal              | 6,50  |
| 1998    | Igrzyska Ameryki Środkowej i Karaibów             | Maracaibo      | brąz    | skok w dal              | 6,49  |
| 1998    | Igrzyska Wspólnoty Narodów                        | Kuala Lumpur   | 4.      | skok w dal              | 6,57  |
| 1999    | Halowe mistrzostwa świata                         | Maebashi       | DNS     | skok w dal              | N/A   |
| 1999    | Mistrzostwa Ameryki Środkowej i Karaibów          | Bridgetown     | złoto   | skok w dal              | 6,52  |
| 2000    | Igrzyska olimpijskie                              | Sydney         | 10. H   | skok w dal              | 6,39  |
| 2001    | Halowe mistrzostwa świata                         | Lizbona        | 8.      | bieg na 60 m ppł        | 8,24  |
| 2002    | Igrzyska Wspólnoty Narodów                        | Manchester     | złoto   | bieg na 100 m ppł       | 12,77 |
| 2003    | Halowe mistrzostwa świata                         | Birmingham     | 4.      | bieg na 60 m ppł        | 7,92  |
| 2003    | Igrzyska panamerykańskie                          | Santo Domingo  | brąz    | bieg na 100 m ppł       | 12,79 |
| 2003    | Igrzyska panamerykańskie                          | Santo Domingo  | brąz    | sztafeta 4 × 100 m      | 43,71 |
| 2003    | Mistrzostwa świata                                | Paryż          | 8.      | bieg na 100 m ppł       | 12,87 |
| 2003    | Mistrzostwa świata                                | Paryż          | 2. H    | sztafeta 4 × 100 m      | 43,05 |
| 2003    | Światowy Finał IAAF                               | Monako         | 7.      | bieg na 100 m ppł       | 13,10 |
| 2004    | Halowe mistrzostwa świata                         | Budapeszt      | 6.      | bieg na 60 m ppł        | 7,89  |
| 2004    | Igrzyska olimpijskie                              | Ateny          | 5.      | bieg na 100 m ppł       | 12,73 |
| 2004    | Światowy Finał IAAF                               | Monako         | brąz    | bieg na 100 m ppł       | 12,69 |
| 2006    | Halowe mistrzostwa świata                         | Moskwa         | 6.      | bieg na 60 m ppł        | 7,94  |
| 2006    | Igrzyska Wspólnoty Narodów                        | Melbourne      | 4.      | bieg na 100 m ppł       | 13,01 |
| 2007    | Mistrzostwa świata                                | Osaka          | 6. SF   | bieg na 100 m ppł       | 12,85 |
| 2008    | Halowe mistrzostwa świata                         | Walencja       | 4.      | bieg na 60 m ppł        | 8,01  |
| 2009    | Mistrzostwa świata                                | Berlin         | 4. SF   | bieg na 100 m ppł       | 12,76 |
| 2009    | Światowy Finał IAAF                               | Saloniki       | 7.      | bieg na 100 m ppł       | 13,03 |
| 2010    | Halowe mistrzostwa świata                         | Doha           | 7.      | bieg na 60 m ppł        | 8,02  |
| Źródło: |                                                   |                |         |                         |       |

## Rekordy życiowe
- bieg na 100 m – 11,69 (9 lipca 1997, Linz)
- bieg na 200 m – 23,99 (21 maja 1998, Gainesville)
- bieg na 100 m przez płotki – 12,68 (26 czerwca 2005, Kingston)
- skok w dal – 6,87 (27 czerwca 1998, Kingston)
- trójskok – 13,99 (16 kwietnia 1994, College Station)
- sztafeta 4 × 100 m – 42,78 (29 kwietnia 2000, Filadelfia)

Halowe
- bieg na 60 m – 7,51 (18 stycznia 2008, Houston)
- bieg na 60 m przez płotki – 7,83 (12 lutego 2006, Lipsk)
- skok w dal – 6,61 (28 lutego 1998, Baton Rouge)
- trójskok – 11,73 (1 marca 1998, Baton Rouge)

Źródło: 